# Дежарден, Мартен
Марте́н Дежарде́н (фр. Martin Desjardins), урождённый Мартен ван ден Богерт (нидерл. Martin van den Bogaert; 1637, Бреда — 2 мая 1694, Париж) — французский скульптор голландского происхождения. Мастер «большого стиля» эпохи правления Короля-Солнце Людовика XIV. Придворный скульптор и директор Королевской Академии живописи и скульптуры.

## Биография
Мартен ван ден Богерт родился в Бреде (Северный Брабант), в семье модистки, в доме, который позже будет носить название «Три шляпы из Бреды» (de Drye Bredasche Hoeden). Раннее обучение Мартена проходило в Антверпене у скульптора Питера Вербрюггена (1615—1686), а его зрелое творчество проходило в Париже, где он работал с 1650-х годов. Его ранние парижские работы связаны с декоративными лепными рельефами в отеле d’Aubert de Fontenay (Hôtel Salé) и Hôtel de Beauvais. В 1661 году Мартен Дежарден стал членом Академии Святого Луки под французским именем «Мартен Дежарден» (транслитерация нидерл. Boomgaard — фруктовый сад, в фр. Desjardin — сад) и приобрёл репутацию, выполняя частные заказы на погребальные памятники. В 1671 году Дежарден был принят в члены Королевской Академии живописи и скульптуры за представленный мраморный рельеф «Геркулес, венчаемый Славой» (Музей Лувра).
С этого времени он получал королевские заказы в Доме Инвалидов и в Версале. Выполненная им копия римской скульптуры Диана Версальская, несколько раз повторялась в его мастерской. Его памятник победам короля Людовика XIV на площади Побед в Париже включал бронзовые позолоченные аллегорические изображения побеждённых королём армий: Англии, Голландии, Швеции, Священной Римской империи и четыре эмоции: Покорность, Уныние, Гнев и Надежда (1682–1685). Фигуры украшали цоколь стоящей скульптуры Людовика XIV работы Дежардена (позднее переплавлена в период Французской революции, в 1792 году). Сохранившиеся фигуры «пленников» теперь хранятся в Лувре, но их позолота обветшала. Мраморную копию фигуры Людовика XIV можно увидеть в Оранжерее Версаля.
Конная статуя Людовика XIV, установленная в 1713 году на площади Белькур в Лионе, также была разрушена во время революции, однако бронзовые фигуры её цоколя, представляющие речных богов Роны и Соны, которые сливаются в Лионе, были сохранены и хранятся в Отеле де Виль в Лионе. Заказ на строительство третьего конного памятника в Экс-ан-Провансе ни к чему не привел. Когда шведский архитектор Никодемус Тессин Младший в 1687 году посетил мастерскую Дежардена, скульптор описал ему задуманный им проект: король на встающей на дыбы лошади, которая будет опираться на задние ноги и хвост.
Портретный бюст Пьера Миньяра, главного придворного живописца, был подарком дочери художника через год после смерти Миньяра (Лувр). Большой мраморный бюст маркиза де Вильясерфа в стиле барокко также находится в Лувре.
Мартен Дежарден скончался в Париже, похоронен в церкви Сен-Жермен-л'Осеруа. После его смерти его племянник Жак Дежарден возглавил его мастерскую, снабжая заказчиков шведской короны гипсовыми моделями, которые в 1740-х годах легли в основу конного памятника шведскому королю Карлу XII, как принято считать, по образцу знаменитого Медного всадника, монумента Петру Великому в Санкт-Петербурге.

## Галерея
- Геркулес, коронуемый Славой. 1671. Мрамор. Лувр, Париж
- Надгробный памятник Антуану д'Обре. 1671. Мрамор. Лувр, Париж
- Бюст Пьера Миньяра. Между 1650 и 1689. Мрамор. Лувр, Париж
- Взятие Безансона — король Людовик в образе Славы перед пальмой и оливковым деревом, коленопреклонённая женская фигура передаёт ему ключи от города. Рельеф Ворот Сен-Мартен в Париже. 1674
- Фигура короля, венчаемого Славой. Проект памятника Людовику XIV на Площади Побед в Париже. 1682–1685. Гравюра
- Фигуры пьедестала памятника Людовику XIV. 1682–1685. Бронза. «Двор Пюже». Лувр, Париж
- Деталь фигуры
- А. Ф. ван дер Мейлен. Модель памятника Людовику XIV на площади Белькур в Лионе по проекту М. Дежардена. Бронза. Метрополитен-музей, Нью-Йорк
- «Вечер» в образе Дианы-Охотницы. Партер Латоны, парк Версаля